# Louis Lynagh
Louis Lynagh (Treviso, 3 dicembre 2000) è un rugbista a 15 italiano, tre quarti ala del Benetton.

## Biografia
Figlio del rugbista australiano Michael Lynagh, campione del mondo nel 1991, e dell'italiana Isabella Franchin, da questi conosciuta ai tempi della militanza nel Benetton, Louis Lynagh crebbe in Inghilterra dall'età di quattro anni.
Formatosi nelle giovanili del Richmond, a 13 anni passò all'Harlequins.
Debuttante in Premiership a ottobre 2020 nelle file dei Quins, contribuì con una meta in finale contro Exeter alla vittoria del campionato alla fine della stagione d'esordio.
Già nelle giovanili dell'Inghilterra dalla U-16 in avanti, a settembre 2021 fu aggregato dall'allora C.T. Eddie Jones alla squadra maggiore per una serie di sedute d'allenamento, ma non fu mai schierato in campo.
Essendo Lynagh idoneo a rappresentare, a livello internazionale, sia l'Italia che l'Australia per ascendenza genitoriale nonché l'Inghilterra per formazione rugbistica, il C.T. della nazionale italiana Gonzalo Quesada ne saggiò l'interesse a rappresentare il suo Paese di nascita, ricevendo riscontro positivo; dopo l'annuncio del suo trasferimento a Treviso per la stagione 2024-25 giunse anche l'esordio a Roma con l'Italia, nell'incontro del Sei Nazioni 2024 contro la Scozia in cui realizzò anche una meta contribuendo alla vittoria azzurra, la prima in casa dal 2013.
Il 28 dicembre 2024, nel corso derby d’Italia di United Rugby Championship contro le Zebre, ha subito una lesione del legamento collaterale del ginocchio sinistro che lo ha costretto a un intervento chirurgico, in seguito al quale ha dovuto saltare il resto della stagione, compreso il Sei Nazioni 2025.
- Premiership: 1
Harlequins: 2020-21